# Bactrocera infesta
Bactrocera infesta är en tvåvingeart som först beskrevs av Günther Enderlein 1920.  Bactrocera infesta ingår i släktet Bactrocera och familjen borrflugor. Inga underarter finns listade.